# Plagiostomum girardi
Plagiostomum girardi is een platworm (Platyhelminthes). De worm is tweeslachtig. De soort leeft in het zoute water.
Het geslacht Plagiostomum, waarin de platworm wordt geplaatst, wordt tot de familie Plagiostomidae gerekend. De wetenschappelijke naam van de soort werd, als Vortex girardi, voor het eerst geldig gepubliceerd in 1857 door Schmidt.